# 황피난루역

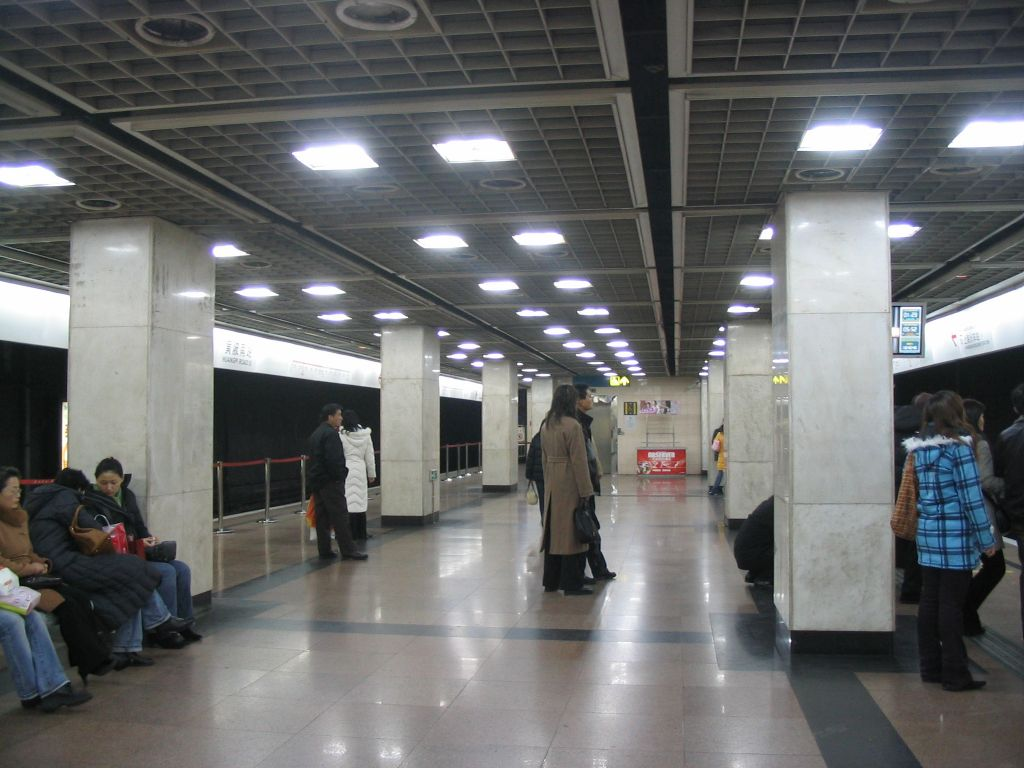
황피난루역의 개조전 승강장 (2005년 2월)

황피난루역(黄陂南路站)은 중국 상하이시 황푸구 화이하이중루 가도의 화이하이 중로(淮海中路)·황피 남로(黄陂南路)의 교차로에 위치한 상하이 지하철 1호선과 건설 중인 14호선의 지하철 환승역이다. 상하이 터널 설계원에서 설계했다.
황피난루역은 상하이의 번화한 화이하이 중로에 위치하며, 주변에 상업·사무용 빌딩이 많아 역사 이용량이 매우 높다. 이 역에는 3개의 번호가 매겨진 출구가 설치되어 있으며, 실제로는 화이하이중루의 황피 남로 북동쪽에 출구가 하나 더 있다.

## 연결 교통
26, 42, 108, 109, 146, 167, 320, 454, 518, 775, 780, 781, 789, 911, 911구간, 920, 926, 932, 터널8선(隧道八线), 대교1선(大桥一线), 상촨 전용선(上川专线)

## 역 구조
| 지면층   | 출구                            | 1-3번 출구                                 |
| 지하 1층 | 대합실                          | 고객 센터, 자동 매표기, 수동 서비스 카운터 |
| 지하 2층 | ←                               | █ 1호선 신좡 방면（산시난루）              |
| 지하 2층 | 섬식 승강장, 왼쪽 출입문이 열림 |                                            |
| 지하 2층 | →                               | █ 1호선 푸진루 방면 (런민광창)             |

## 출구
|                            |                                                                                   |  |  |
|                            |                                                                                   |  |  |
| 출구 번호                  | 출구 위치                                                                         |  |  |
| 1번 출구                   | 단수이로 동측(淡水路东), 화이하이 중로 남측(淮海中路南)                           |  |  |
| 2번 출구                   | 화이하이 중로 남측(淮海中路南), 황베이 남로 서측(黄陂南路西)                      |  |  |
| 3번 출구                   | 마당로 서측(马当路西), 화이하이 중로 북측(淮海中路北)                             |  |  |
| 번호없는 출구              | 화이하이 중로 북측(淮海中路北), 황베이 남로 서측(黄陂南路西) (홍콩 신세계 빌딩내) |  |  |
| 아이콘 설명: 휠체어 리프트 |                                                                                   |  |  |

## 역 인근
- 중공 1차 대회 장소(中共一大会址)
- 신톈디(新天地)
- 홍콩 신세계 빌딩(香港新世界大廈)
- 센트럴 광장(中環廣場)
- 옌중 녹지(延中绿地)
- 상하이 콘서트홀(上海音乐厅)
- 뤼안 광장(瑞安广场)